# Scopula segregata
Scopula segregata là một loài bướm đêm trong họ Geometridae.